# Финляндия на зимних Олимпийских играх 2002
Результаты выступления сборной команды Финляндии на зимних Олимпийских играх 2002 года, проходивших в Солт-Лэйк-Сити, США. Честь страны защищали девяносто восемь спортсменов, принимавших участие в двенадцати видах спорта. В итоге сборная удостоилась семи комплектов наград и в общекомандном зачёте заняла восьмое место.

## Медалисты

### 01!Золото
- Янне Лахтела — фристайл, могул.
- Самппа Лаюнен — лыжное двоеборье, индивидуальная гонка.
- Самппа Лаюнен — лыжное двоеборье, спринт.
- Яри Мантила, Ханну Маннинен, Яакко Таллус и Самппа Лаюнен — лыжное двоеборье, командные соревнования.

### 02!Серебро
- Яакко Таллус — лыжное двоеборье, индивидуальная гонка.
- Янне Ахонен, Матти Хаутамяки, Ристо Юссилайнен и Вели-Матти Линдстрём — прыжки с трамплина, К-120, командное первенство.

### 03!Бронза
- Матти Хаутамяки — прыжки с трамплина, К-120, личное первенство.

## Сноуборд

### Хафпайп
Мужчины
| Спортсмен     | Квалификация | Квалификация | Квалификация | Квалификация | Финал     | Финал     | Финал     | Финал     | Итоговое место |
| Спортсмен     | Попытка 1    | Попытка 1    | Попытка 2    | Попытка 2    | Попытка 1 | Попытка 1 | Попытка 2 | Попытка 2 | Итоговое место |
| Спортсмен     | Очки         | Место        | Очки         | Место        | Очки      | Место     | Очки      | Место     | Итоговое место |
| ------------- | ------------ | ------------ | ------------ | ------------ | --------- | --------- | --------- | --------- | -------------- |
| Хейкки Сорса  | 44.2         | 1            |              |              | 36.8      | 6         | 40.4      | 6         | 7              |
| Маркку Коски  | 36.9         | 7            | 41.3         | 4            | 39.0      | 4         | 25.4      | 10        | 8              |
| Ристо Маттила | 35.7         | 10           | 34.3         | 10           | Не прошёл | Не прошёл | Не прошёл | Не прошёл | 16             |
| Туомо Ояла    | 28.2         | 21           | 23.3         | 24           | Не прошёл | Не прошёл | Не прошёл | Не прошёл | 30             |

Женщины
| Спортсмен      | Квалификация | Квалификация | Квалификация | Квалификация | Финал     | Финал     | Финал     | Финал     | Итоговое место |
| Спортсмен      | Попытка 1    | Попытка 1    | Попытка 2    | Попытка 2    | Попытка 1 | Попытка 1 | Попытка 2 | Попытка 2 | Итоговое место |
| Спортсмен      | Очки         | Место        | Очки         | Место        | Очки      | Место     | Очки      | Место     | Итоговое место |
| -------------- | ------------ | ------------ | ------------ | ------------ | --------- | --------- | --------- | --------- | -------------- |
| Минна Хессо    | 25.4         | 13           | 32.1         | 6            | 28.4      | 7         | 31.9      | 7         | 9              |
| Кирси Раутава  | 23.6         | 16           | 24.7         | 12           | Не прошла | Не прошла | Не прошла | Не прошла | 18             |
| Сари Грёнхольм | 24.3         | 15           | 22.4         | 13           | Не прошла | Не прошла | Не прошла | Не прошла | 19             |